# Власотинце (община)
Власотинце (серб. Власотинце) — община в Сербии, входит в Ябланичский округ.

## География
Территория общины Власотинце граничит на западе с городским поселением Лесковац, на юге — с общиной Црна-Трава, на востоке — с Бабушницей, а на севере — с общиной Гаджин-Хан.

### Населённые пункты
- Алексине
- Батуловце
- Боляре
- Борин-До
- Брезовица
- Власотинце
- Гложане
- Горни-Деян
- Горни-Орах
- Горни-Присьян
- Горня-Ломница
- Горня-Лопушня
- Градиште
- Гунетина
- Дадинце
- Добровиш
- Доне-Гаре
- Дони-Деян
- Дони-Присьян
- Доня-Ломница
- Доня-Лопушня
- Златичево
- Козило
- Комарица
- Конопница
- Крушевица
- Кукавица
- Ладовица
- Липовица
- Орашье
- Острц
- Пржойне
- Прилепац
- Равна-Гора
- Равни-Дел
- Самарница
- Сводже
- Скрапеж
- Средор
- Стайковце
- Странево
- Тегошница
- Црна-Бара
- Црнатово
- Шишава
- Яворье
- Яковлево
- Ястребац

### Наивысшие точки
На территории общины находятся 5 вершин выше 1 000 метров.
| Название      | Высота |
| ------------- | ------ |
| Црквена плана | 1721 м |
| Чемерник      | 1638 м |
| Острозуб      | 1545 м |
| Тумба         | 1377 м |
| Букова глава  | 1339 м |

## Население
Население общины составляет 34 312 человек по переписи 2002 года. 
- сербы — 33 862 чел. (98,61 %);
- югославы — 152 чел. (0,44 %);
- цыгане — 128 чел. (0,37 %);
- черногорцы — 36 чел. (0,10 %);
- хорваты — 14 чел. (0,04 %);
- мусульмане — 7 чел. (0,02 %).